# 卡斯帕尔·韦塞尔
卡斯帕爾·韋塞爾（Caspar Wessel，1745年6月8日—1818年3月25日），丹麥-挪威數學家。
他生於挪威阿克什胡斯郡的韋斯特比自治區，成長於一個有十四個孩子的家，排行第六。1763年，他完成中學後，因為當時挪威沒有大學，赴丹麥哥本哈根大學學習。
丹麥皇家科學院開展了地形測量計劃，使用三角測量以決定地理坐標。卡斯帕爾的兄長，Ole Christopher，也是參與者之一。1764年Ole Christopher需要一名助手，便找了他的弟弟。他頗為貧困，除了測量之外，還要量地圖。
測量師的工具涉及幾何學，激發他探究複數的幾何意義。1799年，其論文Om directionens analytiske betegning（英語：On the Analytical Representation of Direction）刊於丹麥皇家科學與文學會。因為語言問題，它受到的注意很少，其結果後來阿爾岡（1806年）和高斯（1831年）都獨立發現了。
比他大三歲的兄長約翰·赫爾曼·韋塞爾是詩人。

## 外部連結
- Biography (MacTutor) （页面存档备份，存于）
- On the Analytical Representation of Direction （页面存档备份，存于）